# HAAO
HAAO (англ. 3-hydroxyanthranilate 3,4-dioxygenase) – білок, який кодується однойменним геном, розташованим у людей на 2-й хромосомі. Довжина поліпептидного ланцюга білка становить 286 амінокислот, а молекулярна маса — 32 556.
| 10         |  | 20         |  | 30         |  | 40         |  | 50         |
| ---------- |  | ---------- |  | ---------- |  | ---------- |  | ---------- |
| MERRLGVRAW |  | VKENRGSFQP |  | PVCNKLMHQE |  | QLKVMFIGGP |  | NTRKDYHIEE |
| GEEVFYQLEG |  | DMVLRVLEQG |  | KHRDVVIRQG |  | EIFLLPARVP |  | HSPQRFANTV |
| GLVVERRRLE |  | TELDGLRYYV |  | GDTMDVLFEK |  | WFYCKDLGTQ |  | LAPIIQEFFS |
| SEQYRTGKPI |  | PDQLLKEPPF |  | PLSTRSIMEP |  | MSLDAWLDSH |  | HRELQAGTPL |
| SLFGDTYETQ |  | VIAYGQGSSE |  | GLRQNVDVWL |  | WQLEGSSVVT |  | MGGRRLSLAP |
| DDSLLVLAGT |  | SYAWERTQGS |  | VALSVTQDPA |  | CKKPLG     |  |            |

A: Аланін

C: Цистеїн

D: Аспарагінова кислота

E: Глутамінова кислота

F: Фенілаланін

G: Гліцин

H: Гістидин

I: Ізолейцин

K: Лізин

L: Лейцин

M: Метіонін

N: Аспарагін

P: Пролін

Q: Глутамін

R: Аргінін

S: Серин

T: Треонін

V: Валін

W: Триптофан

Кодований геном білок за функцією належить до оксидоредуктаз. 
Задіяний у такому біологічному процесі, як альтернативний сплайсинг. 
Білок має сайт для зв'язування з іонами металів, іоном заліза. 
Локалізований у цитоплазмі.